# Ріо (Флорида)
Ріо (англ. Rio) — переписна місцевість (CDP) в США, в окрузі Мартін штату Флорида. Населення — 980 осіб (2020).

## Географія
Ріо розташоване за координатами 27°13′7″ пн. ш. 80°14′22″ зх. д. / 27.21861° пн. ш. 80.23944° зх. д. (27.218541, -80.239394).  За даними Бюро перепису населення США в 2010 році переписна місцевість мала площу 2,34 км², з яких 0,98 км² — суходіл та 1,36 км² — водойми.

## Демографія
Згідно з переписом 2010 року, у переписній місцевості мешкало 965 осіб у 474 домогосподарствах у складі 270 родин. Густота населення становила 413 осіб/км².  Було 613 помешкання (262/км²).
Расовий склад населення:
| - 96,7 % — білих - 0,5 % — азіатів - 0,3 % — вихідців з тихоокеанських островів - 0,3 % — чорних або афроамериканців - 0,1 % — корінних американців |

До двох чи більше рас належало 1,5 %. Частка іспаномовних становила 3,2 % від усіх жителів.
За віковим діапазоном населення розподілялося таким чином: 13,9 % — особи молодші 18 років, 61,4 % — особи у віці 18—64 років, 24,7 % — особи у віці 65 років та старші. Медіана віку мешканця становила 53,0 року. На 100 осіб жіночої статі у переписній місцевості припадало 103,6 чоловіків;  на 100 жінок у віці від 18 років та старших — 102,7 чоловіків також старших 18 років.
Середній дохід на одне домашнє господарство  становив 129 565 доларів США (медіана — 45 441), а середній дохід на одну сім'ю — 181 899 доларів (медіана — 56 923). За межею бідності перебувало 9,7 % осіб, у тому числі 0,0 % дітей у віці до 18 років та 0,0 % осіб у віці 65 років та старших.
Цивільне працевлаштоване населення становило 548 осіб. Основні галузі зайнятості: освіта, охорона здоров'я та соціальна допомога — 37,4 %, науковці, спеціалісти, менеджери — 25,4 %, роздрібна торгівля — 14,1 %, мистецтво, розваги та відпочинок — 9,5 %.